# Дудышкин, Степан Семёнович
Степа́н Семёнович Дуды́шкин (25 декабря 1820 [6 января 1821], Витебск, — 16 [28] сентября 1866, Павловск) — русский журналист, литературный критик.

## Биография
Родился 25 декабря 1820 (6 января 1821) года в небогатой купеческой семье. Окончил Витебскую гимназию (1837) и юридический факультет Императорского Санкт-Петербургского университета (1841, со степенью кандидата). Начал зарабатывать частными уроками. С 1842 года служил в Департаменте внешней торговли (продолжая давать уроки), затем — в Комиссариатском департаменте. В 1848 году оставил службу в чине титулярного советника.
Состоял членом Русского географического общества (с 1859); был членом комитета Литературного фонда.
Умер внезапно от сердечного приступа 16 (28) сентября 1866 года. Похоронен на Георгиевском кладбище на Большой Охте.
Как сообщал А. В. Старчевский, «в последние два года своей жизни Дудышкин ударился в мистицизм и как будто предчувствовал близкую смерть».

## Творческая деятельность
Первые его переводы были неудачными и не были напечатаны. Дебютировал в печати он в 1845 году. Осенью 1846 года занял место Валериана Майкова в «Отечественных записках» как «сотрудник по отделу библиографии, а впоследствии и критики». Выступал с переводными статьями и рецензиями не только в «Отечественных записках», но и в «Журнале Министерства народного просвещения»; сотрудничал также в журнале «Современник». С 1852 года стал ведущим критиком «Отечественных записок». Писал отзывы о произведениях И. А. Гончарова, А. А. Фета, А. Н. Островского, А. Ф. Писемского, И. С. Тургенева, Евгении Тур (Е. В. Салиас-де-Турнемир). Первым откликнулся на литературный дебют Л. Н. Толстого (1852).
С 1860 года стал соиздателем и фактически редактором (по должности — вторым редактором) журнала «Отечественные записки». Совместно с А. А. Краевским в 1858—1860 годах издал серию книг «Историки и публицисты новейшего времени в переводе на русский язык». Подготовил первое критическое собрание сочинений М. Ю. Лермонтова (1860).